# Ken Uehara
Ken Uehara (上原謙 Uehara Ken?) (n. 7 octombrie 1909, Tokyo⁠(d), Tōkyō, Japonia – d. 23 noiembrie 1991, Tokyo⁠(d), Tōkyō, Japonia) a fost un actor de film japonez, considerat o vedetă a cinematografiei japoneze de la mijlocul secolului al XX-lea.

## Biografie
Ken Uehara a urmat studii la Universitatea Rikkyō.
A apărut în peste 200 de filme între 1935 și 1990. A interpretat rolul principal în filmul Entotsu no mieru basho, care a concurat la Festivalul Internațional de Film de la Berlin în 1953.

### Viața particulară
Ken Uehara s-a căsătorit cu actrița Yōko Kozakura și este tatăl actorului și cântărețului Yūzō Kayama (n. 1937), pe care l-a îndrumat să urmeze o carieră cinematografică.

## Filmografie selectivă

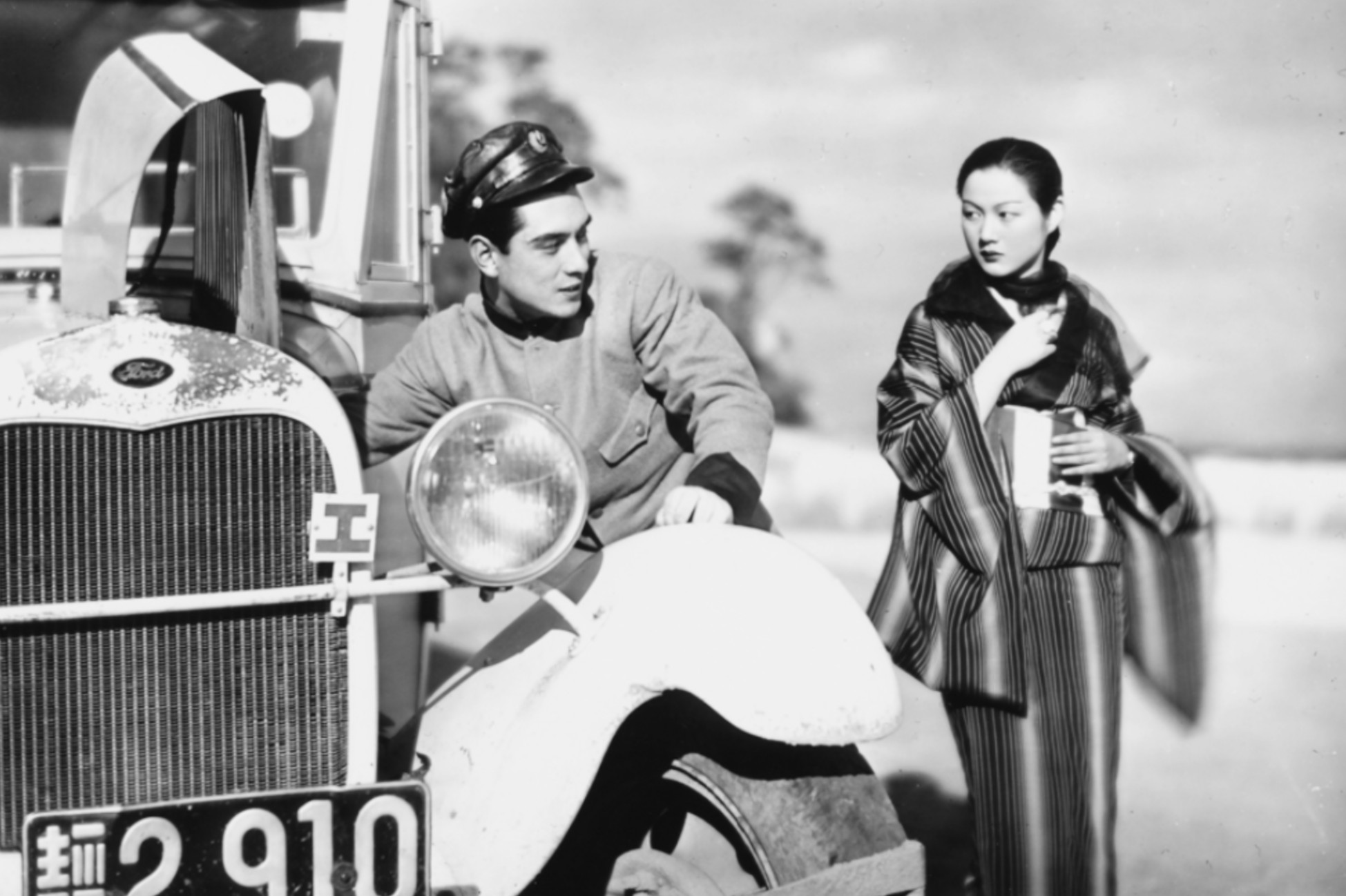
Ken Uehara și Michiko Kuwano în Monsieur Merci (1936)

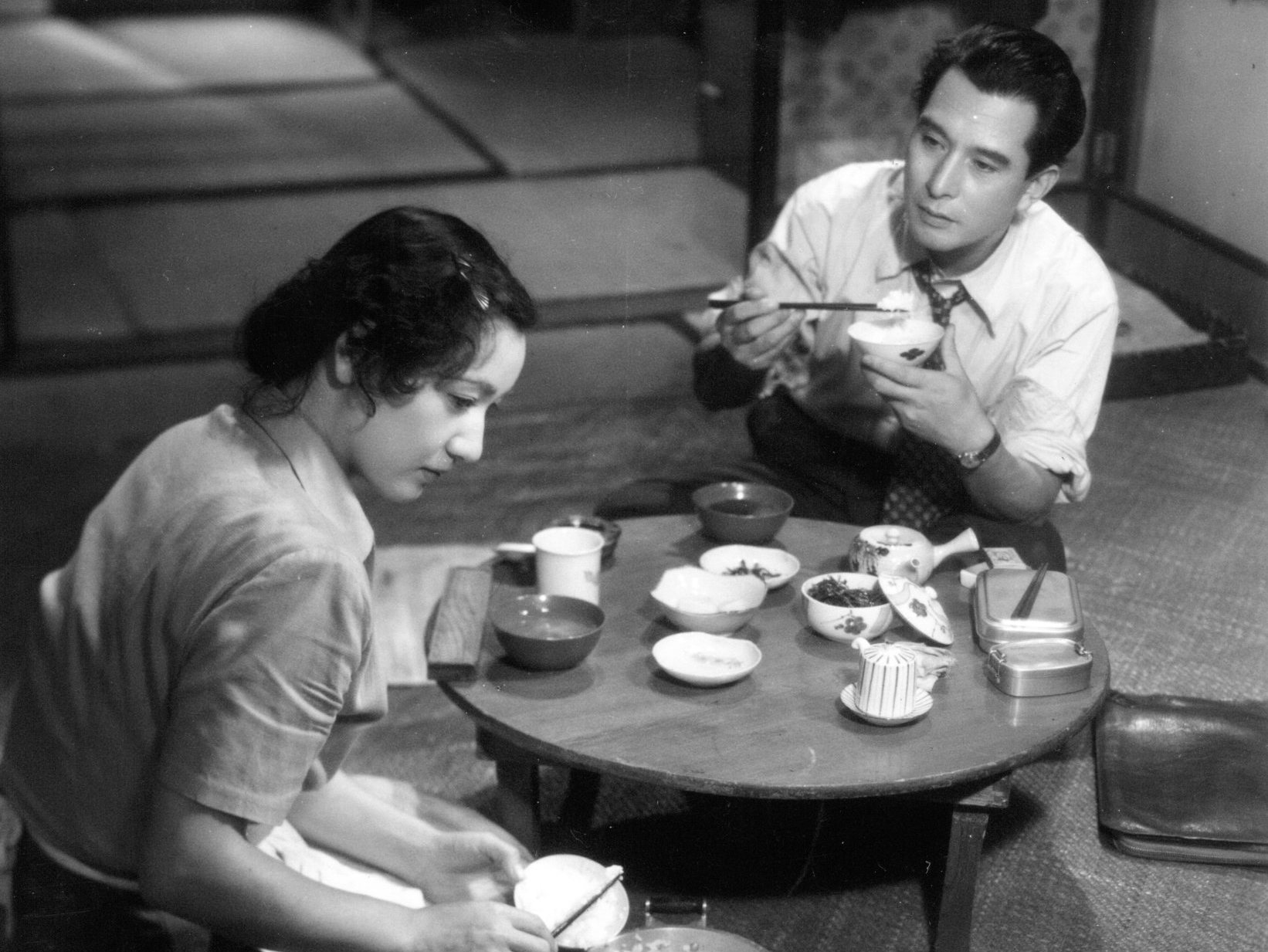
Setsuko Hara și Ken Uehara în Le Repas (1951)

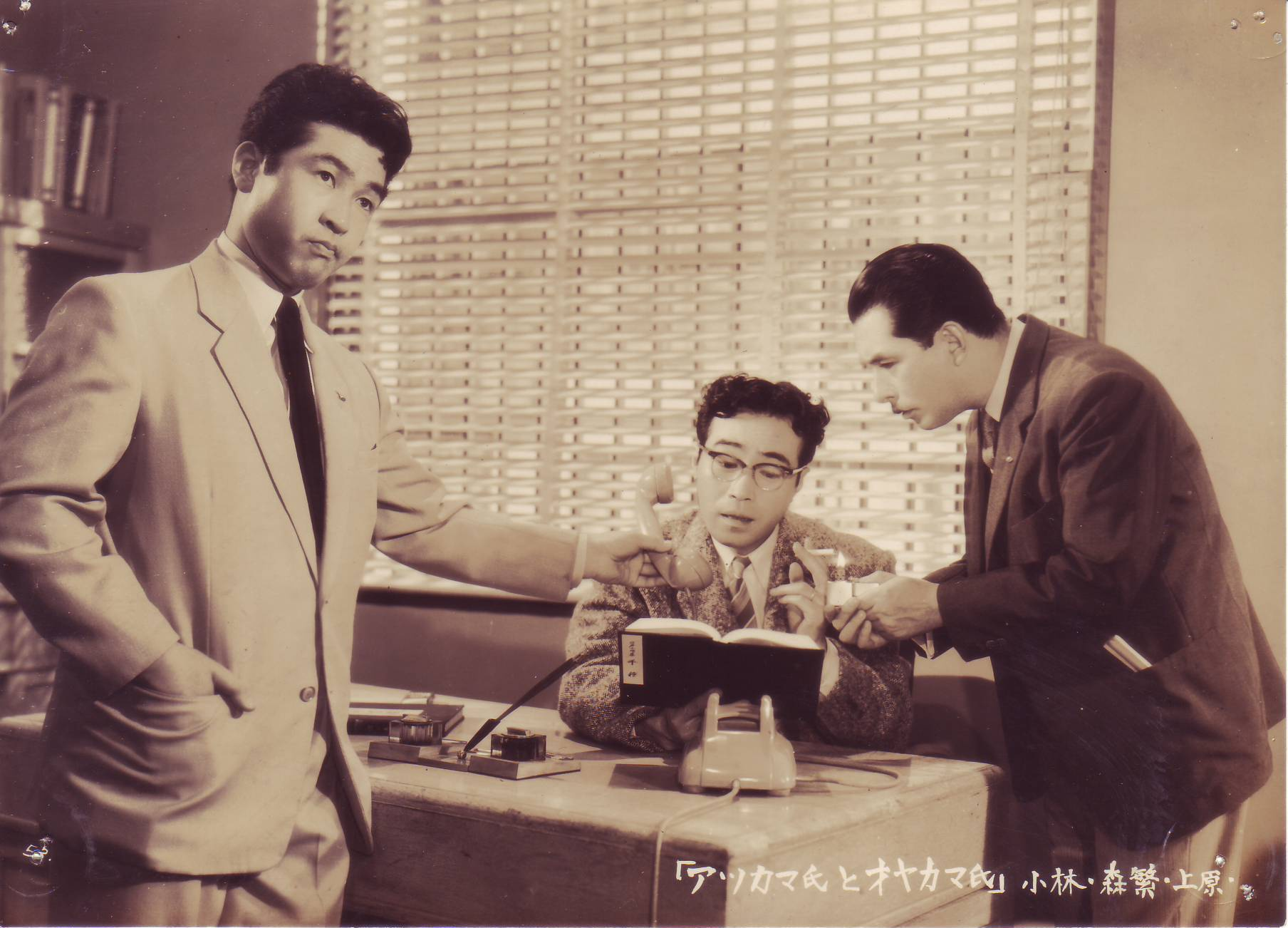
Keiju Kobayashi, Hisaya Morishige și Ken Uehara în Atsukama-shi to Oyakama-shi (1955)

- 1936: Le Nouveau Chemin - Akemi (新道前篇 Shindo: Zenpen Akemi no maki?), regizat de Heinosuke Gosho - Ryota Kudo
- 1936: Le Nouveau Chemin - Ryota (新道後篇 Shindo: Kohen Ryota no maki?), regizat de Heinosuke Gosho - Ryota Kudo
- 1936: Monsieur Merci (有りがたうさん Arigatō-san?), regizat de Hiroshi Shimizu - dl. Merci
- 1937: Qu'est-ce que la dame a oublié ? (淑女は何を忘れたか Shukujo wa nani o wasureta ka?), regizat de Yasujirō Ozu - vedeta de cinema
- 1938: Katsura, l'arbre de l'amour (愛染かつら Aizen katsura?), regizat de Hiromasa Nomura - Kozo Tsumura
- 1938: Journal d'une famille (家庭日記 Katei nikki?), regizat de Hiroshi Shimizu
- 1939: Zoku aizen katsura (続愛染かつら?), regizat de Hiromasa Nomura - Kozo Tsumura
- 1939: Aizen katsura: Kanketsu-hen (愛染かつら 完結篇?), regizat de Hiromasa Nomura - Kozo Tsumura
- 1939: La Détermination d’Okayo (お加代の覚悟 Okayo no kakugo?), regizat de Yasujirō Shimazu - Shunsaku
- 1941: Notes d'une chanteuse ambulante (歌女おぼえ書 Utajo oboegaki?), regizat de Hiroshi Shimizu
- 1944: La Ville en liesse (歓呼の町 Kanko no machi?), regizat de Keisuke Kinoshita - Shingo Furukawa
- 1944: L'Armée (陸軍 Rikugun?), regizat de Keisuke Kinoshita - cpt. Nishina
- 1945: Le Chant de la victoire (必勝歌 Hisshō ka?), regizat de Kenji Mizoguchi, Masahiro Makino, Hiroshi Shimizu și Tomotaka Tasaka
- 1947: Le Mariage (結婚 Kekkon?), regizat de Keisuke Kinoshita - Tsumoru Sugawara
- 1949: Le Fantôme de Yotsuya (四谷怪談 Yotsuya kaidan?), regizat de Keisuke Kinoshita - Iemon Tamiya
- 1950: Le Destin de madame Yuki (雪夫人絵図 Yuki fujin ezu?), regizat de Kenji Mizoguchi - Masaya Kikunaka
- 1950: Les Sœurs Munakata (宗方姉妹 Munekata kyoudai?), regizat de Yasujirō Ozu - Hiroshi Tashiro
- 1951: Le Repas (めし Meshi?), regizat de Mikio Naruse - Hatsunosuke Okamoto
- 1951: Élégie (悲歌 Aika?), regizat de Kajirō Yamamoto[8]
- 1953: Un couple (夫婦 Fūfu?), regizat de Mikio Naruse - Isamu Nakahara
- 1953: Épouse (妻 Tsuma?), regizat de Mikio Naruse - Toichi Nakagawa
- 1953: Là d'où l'on voit les cheminées (煙突の見える場所 Entotsu no mieru basho?), regizat de Heinosuke Gosho - Ryukichi Ogata
- 1953: La Tragédie du Japon (日本の悲劇 Nihon no Higeki?), regizat de Keisuke Kinoshita - Masayuki Akazawa
- 1954: Sunetul muntelui (山の音 Yama no oto?), regizat de Mikio Naruse - Shūichi Ogata
- 1954: Derniers chrysanthèmes (晩菊 Bangiku?), regizat de Mikio Naruse - Tabe
- 1955: Les Baisers, ep. 3 - Chez les femmes (くちづけ Kuchizuke, 3 - Onna doshi?), regizat de Mikio Naruse - Yūzō Kaneda
- 1956: Rivière de nuit (夜の河 Yoru no kawa?), regizat de Kōzaburō Yoshimura - prof. Takemura
- 1956: Le Chant de la brume (霧の音 Kiri no oto?), regizat de Hiroshi Shimizu
- 1957: Une femme indomptable (あらくれ Arakure?), regizat de Mikio Naruse
- 1958: Le Précipice glacé (氷壁 Hyōheki?), regizat de Yasuzō Masumura - Yashiro
- 1958: Jours de congé à Tokyo (東京の休日 Tōkyō no kyūjitsu?), regizat de Kajirō Yamamoto[9]
- 1958: Tout sur le mariage (結婚のすべて Kekkon no subete?), regizat de Kihachi Okamoto[10]
- 1960: Tempête sur le Pacifique (ハワイ・ミッドウェイ大海空戦 太平洋の嵐 Hawai Middouei daikaikusen: Taiheiyo no arashi?), regizat de Shūe Matsubayashi[11]
- 1960: Filles, épouses et une mère (娘・妻・母 Musume tsuma haha?), regizat de Mikio Naruse - Sokei Gojo
- 1961: Mothra (モスラ Mosura?), regizat de Ishirō Honda - dr. Harada
- 1961: La Dernière Guerre de l'Apocalypse (世界大戦争 Sekai daisensō?), regizat de Shūe Matsubayashi
- 1962: Les 47 ronin (忠臣蔵 花の巻 雪の巻 Chūshingura : Hana no maki Yuki no maki?), regizat de Hiroshi Inagaki - Seikanji[12]
- 1962: Astronaut 1980 (妖星ゴラス Yosei Gorasu?), regizat de Ishirō Honda - dr. Kōno, astrofizicianul
- 1963: Atragon (海底軍艦 Kaitei Gunkan?), regizat de Ishirō Honda - amiralul în retragere Kusumi
- 1983: Toki o kakeru shōjo (時をかける少女?), regizat de Nobuhiko Ōbayashi - Masaharu Fukamachi
- 1987: L'Actrice (映画女優 Eiga joyū?), regizat de Kon Ichikawa - el însuși

## Premii și distincții
- 1953: Premiul Mainichi pentru cel mai bun actor pentru interpretările sale din Tsuma și Fufu[13]